# سرای خواجه ملکم
سرای خواجه ملکم مربوط به دوره قاجار است و در مراغه، بین خواجه نصیر و میدان مصلی، محله سالار خانه واقع شده و این اثر در تاریخ ۱۰ خرداد ۱۳۸۲ با شمارهٔ ثبت ۸۹۰۶ به‌عنوان یکی از آثار ملی ایران به ثبت رسیده است.